# Queen's Club Championships 2008
Queen's Club Championships 2008 — тенісний турнір, що проходив на трав'яних кортах у Лондоні, Велика Британія з 9 червня . Належав до категорії ATP International Series.

## Фінальна частина

### Одиночний розряд
Рафаель Надаль —  Новак Джокович 7–6(8–6), 7–5

### Парний розряд
Деніел Нестор /  Ненад Зімоньїч —  Марсело Мело /  Андре Са 6–4, 7–6(7–3)